# 神奈川朝鮮中高級学校
神奈川朝鮮中高級学校（かながわちょうせんちゅうこうきゅうがっこう、カナガワチョソンチュンゴグプハクキョ、가나가와조선중고급학교）は、学校法人神奈川朝鮮学園が運営する神奈川県横浜市神奈川区にある朝鮮学校である。
日本の中学校・高等学校に相当する教育を行っている各種学校（非一条校）である。

## 校章
通称、三ペン。　【由来】三本のペンは勤勉、三つのハンマーは勤労を象徴し、朝鮮民族三千万(当時の人口)を表現した。

## 沿革
- 1951年 - 神奈川朝鮮中学校　開校
- 1952年 - 木造2階建ての校舎を新築
- 1953年 - 学校設置認可を取得
- 1954年 - 高級部を併設し校名を｢神奈川朝鮮中高級学校｣に改名
- 1961年 - 鉄筋4階建て新校舎を落成
- 1965年 - ｢学校法人神奈川朝鮮学園｣としての法人認可を取得
- 1968年 - 本館第1期(鉄筋5階建て)新校舎落成
- 1969年 - 鉄筋7階特別校舎落成
- 1970年 - 本館第2期(鉄筋5階建て)新校舎落成
- 1981年 - 創立30周年記念行事を開催
- 1984年 - 体育館　竣工
- 1991年 - 日本高等学校野球連盟が全国の朝鮮高校の公式大会参加を認可
- 1991年 - 創立40周年記念行事を開催
- 1993年 - 全国高等学校体育連盟が全国の朝鮮高校の｢高校総体｣参加を認可
- 1995年 - ｢全国高等学校サッカー選手権大会｣参加を認可
- 1996年 - 川崎市立看護短期大学が本校卒業生の受験資格を認定
- 1999年 - 吹奏楽部が神奈川県代表として第5回東関東吹奏楽コンクール(東関東支部大会・高校Bの部)へ出場し銀賞を受賞[1]
- 2001年 - 創立50周年記念行事を開催
- 2002年 - ｢広幅の民族教育｣の方針決定
- 2005年 - 高級部の2年生以降はコース制導入
- 2005年 - 校舎補修工事を行う
- 2010年 - 吹奏楽部が神奈川県代表として第16回東関東吹奏楽コンクール(東関東支部大会・高校Bの部)へ出場し金賞を受賞[2]
- 2016年 - 吹奏楽部が中央芸術競演大会で金賞を受賞
- 2017年 - 11月11日に文化交流祭が行われた。
- 2018年 - 11月11日に文化交流祭が行われた。
- 2019年 - 11月17日に文化交流祭が行われた。
- 2021年 - 創立70周年

## 学科
- 高級部（日本の高等学校に相当する）
- 中級部（日本の中学校に相当する）

## 高級部クラブ活動（体育会）
- 蹴球部(サッカー)
- 籠球部(バスケットボール)
- 卓球部

## 高級部クラブ活動（文化芸術会）
- 吹奏楽部
- 民族管弦楽部
- 舞踊部
- 美術部

## 中級部クラブ活動（体育会）
- 蹴球部(Football)
- 籠球部(Basketball)
- 卓球部

## 中級部クラブ活動（文化芸術会）
- 吹奏楽部
- 民族管弦楽部
- 舞踊部
- 美術部

## 出身者
- 文政姫 （朝鮮の声放送アナウンサー）
- 李相日 （映画監督、『フラガール』など）
- 李国秀 （元サッカー選手）

## 所在地
- 〒221-0844 神奈川県横浜市神奈川区沢渡21

最寄り駅は、横浜駅(徒歩10分~15分・車:西口から5分)三ツ沢下町駅(徒歩15分~20分・車5分)

## 生徒数
- 2016年度の時点で174人[3]
- 2023年度の時点で108人[4]